# Coptosperma borbonicum
Coptosperma borbonicum là một loài thực vật có hoa trong họ Thiến thảo. Loài này được (Hend. & Andr.Hend.) De Block mô tả khoa học đầu tiên năm 2007.